# Vilela (Taboada)
Vilela (llamada oficialmente San Miguel de Vilela) es una parroquia española del municipio de Taboada, en la provincia de Lugo, Galicia.

## Organización territorial
La parroquia está formada por diecisiete entidades de población, constando trece de ellas en el nomenclátor del Instituto Nacional de Estadística español:
- O Agro
- Bispo
- A Casilla
- Cima de Vila (Cima de Vila de Abaixo)
- Cima de Vila de Arriba
- O Cruceiro
- A Cruz
- Esteva
- Fontao
- Ralle
- Refonteira (A Refonteira)
- As Ribelas
- Rioseco
- Sixto (Sisto)
- Vilar
- Vilariño de Baixo (Vilariño de Abaixo)
- Vilariño de Riba (Vilarino de Arriba)

## Demografía
| Gráfica de evolución demográfica de Vilela entre 2000 y 2021 |
|                                                              |
| Datos según el nomenclátor publicado por el INE.             |